# Rząd Mari Kiviniemi
Rząd Mari Kiviniemi – 71. gabinet w historii Finlandii. Utworzony został 22 czerwca 2010 po dymisji poprzedniego premiera Mattiego Vanhanena (oficjalnie z przyczyn zdrowotnych). Rząd powołała dotychczasowa centroprawicowa koalicja czterech partii, w skład której weszły Partia Centrum (Kesk.), Partia Koalicji Narodowej (Kok.), Liga Zielonych (Vihr.) i Szwedzkiej Partii Ludowej (SFP). Mari Kiviniemi pozostawiła wszystkich urzędujących ministrów na swoich stanowiskach. Po kolejnych wyborach parlamentarnych w 2011 rząd został zastąpiony przez nową koalicję sformowaną przez Jyrkiego Katainena.

## Skład rządu
| funkcja                                     | minister             | partia | okres urzędowania | okres urzędowania |
| funkcja                                     | minister             | partia | od                | do                |
| ------------------------------------------- | -------------------- | ------ | ----------------- | ----------------- |
| premier                                     | Mari Kiviniemi       | Kesk.  | 22 czerwca 2010   | 22 czerwca 2011   |
| minister finansów, wicepremier              | Jyrki Katainen       | Kok.   | 22 czerwca 2010   | 22 czerwca 2011   |
| minister spraw zagranicznych                | Alexander Stubb      | Kok.   | 22 czerwca 2010   | 22 czerwca 2011   |
| minister handlu zagranicznego i rozwoju     | Paavo Väyrynen       | Kesk.  | 22 czerwca 2010   | 22 czerwca 2011   |
| minister obrony                             | Jyri Häkämies        | Kok.   | 22 czerwca 2010   | 22 czerwca 2011   |
| minister spraw wewnętrznych                 | Anne Holmlund        | Kok.   | 22 czerwca 2010   | 22 czerwca 2011   |
| minister spraw europejskich i imigracji     | Astrid Thors         | SFP    | 22 czerwca 2010   | 22 czerwca 2011   |
| minister sprawiedliwości                    | Tuija Brax           | Vihr.  | 22 czerwca 2010   | 22 czerwca 2011   |
| minister spraw regionalnych i samorządowych | Tapani Tölli         | Kesk.  | 22 czerwca 2010   | 22 czerwca 2011   |
| minister edukacji i nauki                   | Henna Virkkunen      | Kok.   | 22 czerwca 2010   | 22 czerwca 2011   |
| minister kultury i sportu                   | Stefan Wallin        | SFP    | 22 czerwca 2010   | 22 czerwca 2011   |
| minister rolnictwa i leśnictwa              | Sirkka-Liisa Anttila | Kesk.  | 22 czerwca 2010   | 22 czerwca 2011   |
| minister transportu                         | Anu Vehviläinen      | Kesk.  | 22 czerwca 2010   | 22 czerwca 2011   |
| minister łączności                          | Suvi Lindén          | Kok.   | 22 czerwca 2010   | 22 czerwca 2011   |
| minister spraw gospodarczych                | Mauri Pekkarinen     | Kesk.  | 22 czerwca 2010   | 22 czerwca 2011   |
| minister spraw społecznych i zdrowia        | Juha Rehula          | Kesk.  | 22 czerwca 2010   | 22 czerwca 2011   |
| minister opieki zdrowotnej i socjalnej      | Paula Risikko        | Kok.   | 22 czerwca 2010   | 22 czerwca 2011   |
| minister pracy                              | Anni Sinnemäki       | Vihr.  | 22 czerwca 2010   | 22 czerwca 2011   |
| minister środowiska                         | Paula Lehtomäki      | Kesk.  | 22 czerwca 2010   | 22 czerwca 2011   |
| minister budownictwa                        | Jan Vapaavuori       | Kok.   | 22 czerwca 2010   | 22 czerwca 2011   |